# Pohár UEFA 1990/1991
Sezóna 1990/91 Poháru UEFA byla 33. ročníkem tohoto poháru. Vítězem se stal tým Inter Milán.

## První kolo
| Domácí v 1. zápase       | Celkem    | Hosté v 1. zápase        | 1. zápas | 2. zápas    |
| ------------------------ | --------- | ------------------------ | -------- | ----------- |
| 1. FC Magdeburg1         | 1-0       | RoPS                     | 0-0      | 1-0         |
| AS Řím                   | 2-0       | Benfica Lisabon SL       | 1-0      | 1-0         |
| Aston Villa FC           | 5-2       | FC Baník Ostrava         | 3-1      | 2-1         |
| Atalanta Bergamo         | (v)1-1    | Dinamo Záhřeb            | 0-0      | 1-1         |
| Bayer 04 Leverkusen      | 2-1       | FC Twente                | 1-0      | 1-1(prodl.) |
| Borussia Dortmund        | 4-0       | Chemnitzer FC1           | 2-0      | 2-0         |
| Brøndby IF               | 6-4       | Eintracht Frankfurt      | 5-0      | 1-4         |
| Derry City               | 0-1       | Vitesse                  | 0-1      | 0-0         |
| FC Avenir Beggen         | 2-6       | FK Inter Bratislava      | 2-1      | 0-5         |
| FK Černomorec Oděsa      | 4-3       | Rosenborg BK             | 3-1      | 1-2         |
| FK Dněpr Dněpropetrovsk  | 2-4       | Heart of Midlothian FC   | 1-1      | 1-3         |
| FK Torpedo Moskva        | 5-2       | GAIS                     | 4-1      | 1-1         |
| FC Politehnica Timișoara | 2-1       | Atlético Madrid          | 2-0      | 0-1         |
| Fenerbahçe SK            | 6-2       | Vitória SC               | 3-0      | 3-2         |
| FH                       | 3-5       | Dundee United FC         | 1-3      | 2-2         |
| GKS Katowice             | 4-0       | Turun Palloseura         | 3-0      | 1-0         |
| Glenavon FC              | 0-2       | Girondins Bordeaux       | 0-0      | 0-2         |
| Hibernians FC            | 0-5       | Partizan Bělehrad        | 0-3      | 0-2         |
| IFK Norrköping           | 1-3       | 1. FC Köln               | 0-0      | 1-3         |
| Iraklis Soluň            | 0-2       | Valencia CF              | 0-0      | 0-2(prodl.) |
| KF Partizani Tirana      | 0-2       | FC Universitatea Craiova | 0-1      | 0-1         |
| FC Lausanne-Sport        | 3-3(v)    | Real Sociedad            | 3-2      | 0-1         |
| MTK Hungária FC          | 2-3       | FC Luzern                | 1-1      | 1-2         |
| PFK Slavia Sofia         | 4-5       | AC Omonia                | 2-1      | 2-4(prodl.) |
| Royal Antwerp FC         | 1-3       | Ferencváros Budapešť     | 0-0      | 1-3(prodl.) |
| RSC Anderlecht           | 4-0       | Petrolul Ploieşti        | 2-0      | 2-0         |
| Roda JC Kerkrade         | 2-6       | AS Monaco FC             | 1-3      | 1-3         |
| Sevilla FC               | (pen.)0-0 | PAOK FC                  | 0-0      | 0-0         |
| Rapid Vídeň              | 3-4       | Inter Milán              | 2-1      | 1-3(prodl.) |
| Sporting CP              | 3-2       | KV Mechelen              | 1-0      | 2-2         |
| Vejle Boldklub           | 0-4       | Admira-Wacker Videň      | 0-1      | 0-3         |
| Zagłębie Lubin           | 0-2       | Bologna                  | 0-1      | 0-1         |

1 Druhé utkání bylo hráno po znovusjednocení Německa.

## Druhé kolo
| Domácí v 1. zápase       | Celkem    | Hosté v 1. zápase        | 1. zápas | 2. zápas |
| ------------------------ | --------- | ------------------------ | -------- | -------- |
| 1. FC Köln               | 2-1       | FK Inter Bratislava      | 0-1      | 2-0      |
| 1. FC Magdeburg          | 0-2       | Girondins Bordeaux       | 0-1      | 0-1      |
| AC Omonia                | 1-4       | RSC Anderlecht           | 1-1      | 0-3      |
| Aston Villa FC           | 2-3       | Inter Milán              | 2-0      | 0-3      |
| Brøndby IF               | 4-0       | Ferencváros Budapešť     | 3-0      | 1-0      |
| FK Černomorec Oděsa      | 0-1       | AS Monaco FC             | 0-0      | 0-1      |
| FC Luzern                | 1-2       | Admira-Wacker Videň      | 0-1      | 1-1      |
| FK Torpedo Moskva        | 4-3       | Sevilla FC               | 3-1      | 1-2      |
| FC Universitatea Craiova | 0-4       | Borussia Dortmund        | 0-3      | 0-1      |
| Fenerbahçe SK            | 1-5       | Atalanta Bergamo         | 0-1      | 1-4      |
| GKS Katowice             | 1-6       | Bayer 04 Leverkusen      | 1-2      | 0-4      |
| Heart of Midlothian FC   | 3-4       | Bologna                  | 3-1      | 0-3      |
| Real Sociedad            | 1-1(pen.) | Partizan Bělehrad        | 1-0      | 0-1      |
| Sporting CP              | 7-2       | FC Politehnica Timișoara | 7-0      | 0-2      |
| Valencia                 | 2-3       | AS Řím                   | 1-1      | 1-2      |
| Vitesse                  | 5-0       | Dundee United FC         | 1-0      | 4-0      |

## Třetí kolo
| Domácí v 1. zápase  | Celkem    | Hosté v 1. zápase   | 1. zápas | 2. zápas |
| ------------------- | --------- | ------------------- | -------- | -------- |
| 1. FC Köln          | 1-2       | Atalanta Bergamo    | 1-1      | 0-1      |
| AS Řím              | 7-0       | Girondins Bordeaux  | 5-0      | 2-0      |
| Brøndby IF          | 3-0       | Bayer 04 Leverkusen | 3-0      | 0-0      |
| FK Torpedo Moskva   | 4-2       | AS Monaco FC        | 2-1      | 2-1      |
| Inter Milán         | 4-1       | Partizan Bělehrad   | 3-0      | 1-1      |
| RSC Anderlecht      | (v)2-2    | Borussia Dortmund   | 1-0      | 1-2      |
| Admira-Wacker Videň | 3-3(pen.) | Bologna             | 3-0      | 0-3      |
| Vitesse             | 1-4       | Sporting CP         | 0-2      | 1-2      |

## Čtvrtfinále
| Domácí v 1. zápase | Celkem    | Hosté v 1. zápase | 1. zápas | 2. zápas |
| ------------------ | --------- | ----------------- | -------- | -------- |
| AS Řím             | 6-2       | RSC Anderlecht    | 3-0      | 3-2      |
| Atalanta Bergamo   | 0-2       | Inter Milán       | 0-0      | 0-2      |
| Bologna            | 1-3       | Sporting CP       | 1-1      | 0-2      |
| Brøndby IF         | (pen.)1-1 | FK Torpedo Moskva | 1-0      | 0-1      |

## Semifinále
| Domácí v 1. zápase | Celkem | Hosté v 1. zápase | 1. zápas | 2. zápas |
| ------------------ | ------ | ----------------- | -------- | -------- |
| Brøndby IF         | 1-2    | AS Řím            | 0-0      | 1-2      |
| Sporting CP        | 0-2    | Inter Milán       | 0-0      | 0-2      |

## Finále
| 8. května 1991                              |       |        |                                                                             |
| Inter Milán                                 | 2 – 0 | AS Řím | Stadio Giuseppe Meazza, Milán diváci: 69 000 rozhodčí: Alexey Spirin (SSSR) |
| Lothar Matthäus 56' (pen.) Nicola Berti 72' |       |        | Stadio Giuseppe Meazza, Milán diváci: 69 000 rozhodčí: Alexey Spirin (SSSR) |

| 22. května 1991         |       |             |                                                                      |
| AS Řím                  | 1 – 0 | Inter Milán | Stadio Olimpico, Řím diváci: 72 000 rozhodčí: Joël Quiniou (Francie) |
| Ruggiero Rizzitelli 83' |       |             | Stadio Olimpico, Řím diváci: 72 000 rozhodčí: Joël Quiniou (Francie) |

Internazionale zvítězilo celkovým skóre 2:1.

## Vítěz
| Pohár UEFA 1990/91 Inter Milán Walter Zenga, Giuseppe Bergomi, Sergio Battistini, Riccardo Ferri, Andreas Brehme, Antonio Paganin, Alessandro Bianchi, Nicola Berti, Lothar Matthäus, Aldo Serena, Jürgen Klinsmann, Astutillo Malgioglio, Andrea Mandorlini, Giuseppe Baresi, Paolo Stringara, Fausto Pizzi, Massimiliano Tacchinardi, Maurizio Iorio Trenér: Giovanni Trapattoni |